# 17869 Descamps
17869 Descamps (1998 MA14) là một tiểu hành tinh vành đai chính được phát hiện ngày 20 tháng 6 năm 1998 bởi Khảo sát tiểu hành tinh OCA-DLR ở Caussols.